# يوليوس دوبوس
يوليوس دوبوس (بالإنجليزية: Julius Dobos)‏ هو ملحن أمريكي، ولد في 27 يونيو 1976 في بودابست في المجر.

## وصلات خارجية
- يوليوس دوبوس على موقع IMDb (الإنجليزية)
- يوليوس دوبوس على موقع ميوزك برينز (الإنجليزية)
- يوليوس دوبوس على موقع قاعدة بيانات الفيلم (الإنجليزية)